# Stara Synagoga w Ząbkowicach Śląskich
Stara Synagoga w Ząbkowicach Śląskich (niem. Alte Synagoge in Frankenstein) – nieistniejąca synagoga znajdująca się w Ząbkowicach Śląskich.
Synagoga została założona w 1816 roku, w wynajętym, prywatnym pomieszczeniu. Była pierwszą synagogą odrodzonej ząbkowickiej gminy żydowskiej. W 1858 roku synagoga spłonęła podczas pożaru budynku, w którym się znajdowała.